# Jak-27
Jak-27 (ros. Як-27) – radziecki odrzutowy naddźwiękowy samolot rozpoznawczy i myśliwiec przechwytujący z lat 50., skonstruowany w biurze konstrukcyjnym Jakowlewa. Do rodziny tej należał także bombowiec Jak-26. Jedynym wariantem produkowanym w większej serii był rozpoznawczy Jak-27R, w kodzie NATO: Mangrove.

## Historia
Rodzina Jak-26/Jak-27 stanowiła dalsze rozwinięcie konstrukcji samolotu Jak-25, w celu uzyskania lepszych osiągów, w szczególności prędkości naddźwiękowej. Prace rozpoczęto w 1954 w biurze OKB-115 Jakowlewa z własnej inicjatywy. Od początku prowadzono prace nad trzema wariantami samolotu: myśliwskim przechwytującym (oznaczenie fabryczne Jak-121), rozpoznawczym (Jak-122) i bombowym (Jak-123, późniejszy Jak-26). Od Jaka-25 samolot różnił się głównie lepszą aerodynamiką, wydłużonym kadłubem ze spiczastym nosem, mocniejszymi silnikami RD-9 oraz ulepszonym skrzydłem o podwójnym skosie w części przykadłubowej. Taki sam pozostał natomiast ogólny układ konstrukcyjny.

### Wersja bombowa Jak-26
Największy priorytet otrzymały prace nad bombowcem naddźwiękowym, który miał przenosić bombę atomową Tatiana o masie 1200 kg, z głowicą RDS-4 o mocy 30 kT. Pierwszy prototyp bombowca Jak-123 z silnikami RD-9AM zbudowano w 1955 na bazie prototypu Jak-125B (nieprodukowanej wersji Jak-25). Był on pierwszym radzieckim naddźwiękowym bombowcem. Otrzymał on nowy częściowo oszklony nos kadłuba o stożkowym kształcie, ze stanowiskiem bombardiera obsługującego celownik OPB-11P wewnątrz. Otrzymał on także celownik radiolokacyjny PSBN-MA z wypukłą anteną pod kadłubem. W 1956 samolot został przekazany na próby państwowe. 
Jeszcze przed rozpoczęciem prób zdecydowano zbudować partię 10 przedseryjnych samolotów w zakładzie nr 30 w Moskwie, pod oznaczeniem Jak-26. Ukończono je w 1956. Jeden z nich, oznaczany Jak-26-3, stał się prototypem dalszego rozwoju samolotu, otrzymał mocniejsze silniki RD-9F, system RYM-S zamiast celownika radiolokacyjnego oraz zdalnie sterowane działko 23 mm AM-23 w ogonie. Wprowadzono na nim następnie zewnętrzne części skrzydła z uskokiem na krawędzi natarcia, polepszające własności lotne.
Pierwszy prototyp Jak-123-1 został zaprezentowany po raz pierwszy na paradzie w Tuszyno w 1956, po czym NATO nadało mu oznaczenie kodowe Flashlight-B (nawiązujące do Jak-25). Prototyp został następnie oznaczony Jak-26-1 i znacznie zmodyfikowany: zastosowano na nim silniki RD-9F, ulepszone skrzydło z uskokiem, zdemontowano działko ogonowe i zastosowano nową, bogato przeszkloną kabinę bombardiera w nosie kadłuba. Mógł on przenosić, oprócz bomby atomowej, 1000 kg, maksymalnie 2000 kg bomb wagomiaru do 500 kg. Mimo dobrych osiągów, zdecydowano nie przyjmować Jak-26 na uzbrojenie, ponieważ trwały już prace nad lepszym Jak-28.

### Warianty myśliwskie Jak-27
Pierwszy prototyp myśliwca Jak-121 uzbrojony tylko w 2 działka 37 mm, z możliwością przenoszenia wyrzutni 24 niekierowanych pocisków rakietowych 55 mm, z silnikami RD-9AK, oblatano w 1956. Wiosną 1956 roku przeszedł próby fabryczne, osiągając prędkość 1235 km/h. Latem tego roku został zaprezentowany na paradzie w Tuszynie, po czym NATO nadało mu oznaczenie kodowe Flashlight-C. Drugi prototyp został przystosowany do przenoszenia kierowanych pocisków rakietowych K-8. Jego próby fabryczne prowadzono we wrześniu-listopadzie 1956.
Ponieważ skierowanie samolotu na próby państwowe opóźniało się z powodu braku docelowych silników RD-9F, zdecydowano od razu rozpocząć jeszcze w 1956 produkcję małej partii samolotów przedseryjnych pod oznaczeniem Jak-27 w zakładzie nr 292 w Saratowie. Samoloty te otrzymały silniki RD-9F, stację radiolokacyjną Sokoł-M, działka 30 mm NR-30 o lepszej szybkostrzelności i inne drobne zmiany, w tym nieco inny kształt osłony stacji radiolokacyjnej z rurką Pitota na czubku. W toku produkcji, wprowadzono ulepszone skrzydła z uskokiem, przetestowane na Jak-26-3. Wyprodukowano niewielką serię myśliwskich Jak-27 w dwóch wersjach; podstawową był Jak-27, uzbrojony w działka. Pierwszy przedseryjny Jak-27 przechodził próby w lipcu 1957, jednakże samolot nie został przyjęty na uzbrojenie z powodu nieperspektywiczności myśliwców bez uzbrojenia rakietowego. 
Drugą wersją był Jak-27K z uzbrojeniem rakietowym. Przenosił on dwa kierowane pociski rakietowe K-8 pod skrzydłami (kompleks rakietowy Jak-27K-8), był wyposażony w stację radiolokacyjną Sokoł-2K oraz aparaturę naprowadzania z ziemi Wozduch-1. Próby fabryczne prowadzono w 1958, łącznie z próbami nowego systemu rakietowego K-8. Samolot osiągał prędkość maksymalną 1270 km/h. Mimo to, nie został przyjęty na uzbrojenie, ponieważ w tym czasie na uzbrojenie wchodził już samolot Su-9 o osiągach znacznie przewyższających Jaka, na którym przewidywano zastosować także pociski K-8 (wersja rozwojowa Su-11). 
Prowadzono też w 1957 próby wysokościowego myśliwca przechwytującego Jak-27W z napędem kombinowanym odrzutowo-rakietowym, przebudowanego z prototypu. Wersja ta miała ulepszone skrzydło, silniki RD-9AKJe i dwa działka 30 mm NR-30. Dla zmniejszenia masy zrezygnowano z przewidzianej stacji radiolokacyjnej Ałmaz i drugiego członka załogi. W ogonie kadłuba zamontowano silnik rakietowy S-155 o czasie pracy 160-264 s. Pułap bez silnika rakietowego wynosił 14.000 m, a z silnikiem 23.500 m, prędkość maksymalna Ma=1,8. Z powodu postępu w technice rakietowej, z samolotu zrezygnowano jako nieperspektywicznego. 

### Wersja rozpoznawcza Jak-27R
Prototyp samolotu rozpoznawczego Jak-122 z silnikami RD-9AK zbudowano w 1956 na bazie samolotu Jak-25R. Prace następnie skoncentrowano na dopracowaniu wariantów myśliwskiego i bombowego, po czym w 1958 na bazie Jak-122 zbudowano prototyp ostatecznej wersji rozpoznawczej Jak-27R. Otrzymał on silniki RD-9F, bogato przeszklony stożkowy nos kadłuba ze stanowiskiem nawigatora oraz ulepszone skrzydło z uskokiem na wzór bombowca Jak-26-1. Napęd stanowiły silniki RD-9F, uzbrojenie – jedno stałe działko 23 mm NR-23. Drugi prototyp Jak-27R otrzymał dalej ulepszone skrzydło, z końcówkami wydłużonymi poza gondole podwozia pomocniczego, przy tym dwie kierownice strug powietrza na skrzydle zastąpiono jedną. 
Po próbach państwowych samolot przyjęto na uzbrojenie (jako jedyny wariant Jaka-27), po czym zbudowano ich 180 sztuk. Po raz pierwszy Jak-27R zaprezentowano na paradzie w Tuszynie w 1961, po czym otrzymał nazwę kodową NATO Mangrove. 

## Służba
Jak-27R weszły najprawdopodobniej na wyposażenie tylko 5 radzieckich pułków rozpoznawczych: 193 Samodzielnego Gwardyjskiego Pułku Lotnictwa Rozpoznawczego (193. OGRAP) w Ukurieju (w zabajkalskim okręgu wojskowym), 98. Samodzielnego Pułku Lotnictwa Rozpoznawczego (98. ORAP) w Szatołowie (obwód smoleński), 164. OGRAP w Brzegu na terytorium Polski, 48. Niżniednieprowskim OGRAP w Kołomyi i pułku SGWG w Werneuchen (NRD). Do przeszkalania pilotów wykorzystywano podobne myśliwce Jak-25, dysponujące podwójnym układem sterowania. 
Jak-27R zastąpiły poddźwiękowe samoloty rozpoznawcze Ił-28R. Jednakże, mimo większej prędkości i pułapu, nowy typ nie przewyższał znacząco możliwościami Iła-28, przy tym był bardziej awaryjny i dysponował mniejszym zasięgiem. Samolot miał pewne ograniczenia eksploatacyjne i w praktyce prędkość naddźwiękowa była wykorzystywana tylko przez najbardziej doświadczonych lotników, nie jako normalny reżim służby. W tym okresie ponadto loty z dużą prędkością na wysokim pułapie zaczęły być na spodziewanym europejskim teatrze działań niebezpieczne z uwagi na rozwój pocisków przeciwlotniczych i zaczęto przechodzić do lotów nad ziemią, gdzie Jak-27R nie miał przewag nad Iłem-28. Zdarzały się zwłaszcza awarie silników będące konsekwencją ich niskiego położenia i zasysania kamieni z pasów startowych, które musiały być utrzymane w dużej czystości (było to dopuszczalne przy myśliwcach przechwytujących, bazujących w bazach na tyłach, ale problematyczne we frontowym lotnictwie rozpoznawczym; podobny problem istnieje np. w F-16). Samoloty Jak-27R wycofano w pierwszej połowie lat 70., zastępujące je Jak-28R i MiG-25R. 

## Opis konstrukcji
Opis co do zasady dotyczy Jak-27R, pozostałe wersje zbliżone z ujętymi niektórymi zmianami:
Dwusilnikowy średniopłat o konstrukcji całkowicie metalowej i skośnych skrzydłach (kąt 45°), w układzie klasycznym, z silnikami w gondolach pod skrzydłami. Skrzydła o podwójnym skosie krawędzi natarcia przy kadłubie i uskoku krawędzi natarcia w częściach zewnętrznych, o ujemnym wznosie -5°, dwudźwigarowe. Na każdym ze skrzydeł jedna kierownica strug powietrza. Usterzenie klasyczne, skośne, usterzenie poziome o kącie skosu 55° zamocowane w połowie statecznika o kącie skosu 54°. 
Kadłub o konstrukcji półskorupowej, o przekroju okrągłym. Załoga dwuosobowa w hermetyzowanych kabinach typu wentylowanego. W stożkowym nosie kadłuba, zakończonym rurką Pitota, oszklona kabina nawigatora, z lukiem wejściowym u góry, za nią przedział aparatu fotograficznego do zdjęć bocznych i na górze kadłuba kabina pilota, a pod nią luk podwozia przedniego. Za kabiną pilota zbiorniki paliwa, przedział podwozia głównego i przedział aparatów fotograficznych (w wersji myśliwskiej w nosie kadłuba stacja radiolokacyjna, a dwuosobowa załoga we wspólnej kabinie, z miejscami w układzie tandem, bez aparatów fotograficznych). Kabina pilota zakryta oszkloną osłoną, składającą się ze stałego trzyczęściowego wiatrochronu z płaską przednią szybą pancerną i otwieranej wypukłej oszklonej osłony nad pilotem. Kabiny wyposażone w fotele wyrzucane. W tylnej części kadłuba pojemnik spadochronu hamującego. Po obu stronach tylnej części kadłuba hamulce aerodynamiczne w formie odchylanych hydraulicznie klap. Podwozie samolotu jednotorowe, z pojedynczymi kołami przedniej goleni i podwójnymi głównej goleni, chowane do kadłuba, z chowanymi kołami dodatkowymi na końcach skrzydeł. 
Wyposażenie fotograficzne pozwalało na prowadzenie rozpoznania fotograficznego z wysokości 300-16.000 m przy prędkościach poddźwiękowych lub naddźwiękowych, ale tylko przy dobrej widoczności i w dzień. Składało się z czterech aparatów fotograficznych: ruchomego AFA-42/50 lub 42/75 do zdjęć bocznych, nieruchomego AFA-41/10 i dwóch ruchomych AFA-42/75 lub 42/100 na podstawach AKAFU-33M. 
Napęd: 2 silniki turboodrzutowe ze sprężarką osiową RD-9F konstrukcji Mikulina o ciągu 2750 kG (3850 kG z dopalaczem). Paliwo w 5 zbiornikach w kadłubie o pojemności łącznie 4665 l (inne dane: 4640 l) – masa 3880 kg. Od 14. serii Jak-27R miał możliwość podwieszenia dwóch odrzucanych zbiorników po 1050 l pod skrzydłami.
Uzbrojenie: 1 działko 23 mm NR-23 z zapasem 50 nabojów, w prawej dolnej części kadłuba, strzelające do przodu. W wersji myśliwskiej i bombowej – opis w tekście.

## Dane lotno-taktyczneJak-27R
- wymiary:
  - długość: 18,55 m
  - rozpiętość: 11,82 m
  - wysokość: m
  - powierzchnia skrzydeł: m²
- masy:
  - masa własna: 7560 kg
  - masa normalna startowa: 11 700 kg
  - masa maksymalna startowa: 13 633 kg
- prędkość maksymalna: 1285 km/h (Ma>1)
- prędkość wznoszenia (maks): m/s
- pułap praktyczny: 16 550 m
- zasięg: 2450 km